# René de Saussure
René de Saussure (Ginevra, 17 marzo 1868 – Berna, 2 dicembre 1943) è stato un matematico, linguista ed esperantista svizzero, che compose importanti lavori sull'esperanto sotto un profilo linguistico.
La sua opera principale fu un'analisi sulla logica della costruzione delle parole in lingua esperanto, dal titolo Fundamentaj reguloj de la vortteorio en Esperanto ("Regole fondamentali della teoria delle parole in Esperanto"), in cui difendeva la lingua e prendeva le distanze dalle critiche mosse dai sostenitori dell'ido, una lingua pianificata derivata dall'esperanto.
Formulò l'importante principio della necessità e sufficienza, relativo alla formazione delle parole composte in esperanto, secondo il quale ciascun termine deve contenere tutte e sole le radici necessarie a specificarne il significato. L'enunciazione del principio rispondeva alle osservazioni critiche di Louis Couturat, secondo il quale il criterio di formazione delle parole composte in esperanto non rispettava il principio di reversibilità.
A partire dal 1919, de Saussure propose una serie di riforme per l'esperanto; nel 1925 ufficializzò le regole dell'Esperanto II, creato da lui stesso.
René fu figlio dell'entomologo Henri de Saussure e fratello del famoso linguista Ferdinand de Saussure, l'iniziatore della linguistica moderna. Forse grazie all'attivismo di René nel movimento esperantista, il fratello Ferdinand menzionò la lingua nel suo Corso di linguistica generale del 1916.
Nel 1907 propose l'introduzione dello spesmilo, un'unità valutaria internazionale; nello stesso anno divenne redattore della rivista esperantista Internacia Scienca Revuo, che grazie alla sua opera visse un periodo di sviluppo e di prosperità. Saussure, utilizzando lo pseudonimo di Antido, utilizzò tuttavia sempre più spesso le pagine della rivista per discutere proposte di riforma dell'esperanto.

## Esperantidi da lui creati
Questa è una lista degli esperantidi creati da René de Saussure:
1. Antido
2. Esperantida
3. Esperanto II
4. Konkordio
5. Lingvo cosmopolita
6. Lingvo kosmopolita
7. Nov-esperanto (o "Idiomo mondialo" o "Mondialo")
8. Universal esperanto